# الاهالی
الاهالی (به انگلیسی: Alahalli) یک روستا در هند است که در کارناتاکا واقع شده‌است.

## خصوصیات
الاهالی ۷٬۱۳۷ نفر جمعیت دارد.